# Ronny (football, 1983)
Pour les articles homonymes, voir Ronny.
Ronny Carlos da Silva, plus communément appelé Ronny, est footballeur brésilien né le 25 février 1983 à Sertãozinho. Il évolue au poste d'attaquant.
Ronny a joué 56 matchs en 1re division portugaise et a inscrit 11 buts dans ce championnat.

## Carrière
- 2002 : Criciúma EC  Brésil
- 2003 : Ituano (São Paulo)  Brésil
- 2004 : Sertãozinho (São Paulo)  Brésil
- 2004 : Criciúma EC  Brésil
- 2005 : América FC (Natal)  Brésil
- 2005-2006 : Paços de Ferreira  Portugal
- 2007-2008 : Shaanxi Zhongxin  Chine
- 2008 : Silvio Pettirossi  Paraguay
- 2009 : Shaanxi Zhongxin  Chine
- 2010 : América FC (Natal)  Brésil
- 2010-2011 : SC Beira Mar  Portugal
- 2011 : Guangdong Hongyuan  Chine
- 2011-2012 : CFR Cluj  Roumanie[1],[2]